# De la firmeza del sabio
De la firmeza del sabio (De constantia sapientis) es una obra del filósofo estoico romano Séneca escrita el 56 d.c. y dedicada a modo de diálogo a su gran amigo Anneo Sereno. El contenido central trata sobre la imposibilidad de que el sabio pueda recibir ultraje u ofensa.

## Contenido
Para Séneca el sabio no puede ni recibir ultraje (ser afectado por desgracias), ni tampoco ofensas (insultos de otras personas). Esto no quiere decir que no pueda ser objeto de éstas, sino que aunque lo sea no penetrarán en él.

Al tratar el ultraje y sus desgracias, argumenta que el único mal verdadero para el sabio es la indecencia, es decir, la deshonra o falta de virtud y que, dado que el sabio posee ya la virtud (no es aspirante a sabio, sino sabio como tal) no puede recibir dicho mal sino defenderse resistiendo con su grandeza de ánimo. Y es que todo el bien del sabio está en sí mismo, no en el azar o la fortuna, por lo cual cualquier evento exterior que pudiera ocurrirle no puede tocar jamás su virtud y firmeza: 
No tienes por qué dudar de que quien ha nacido hombre pueda elevarse por encima de lo humano, de que pueda contemplar sereno dolores y daños, erosiones y heridas, la abundante agitación de las circunstancias que vibran a su alrededor y soporte tanto las duras tranquilamente como las favorables moderadamente y, sin ceder a aquéllas ni confiarse en éstas, sea uno solo y el mismo en medio de esta variación y no considere suyo nada más que a él mismo y él también sólo en la parte en que es mejor.
En el caso de las ofensas, se sigue lo mismo y resulta mucho más fácil comparado con el daño que pretenden hacer los ultrajes. Las ofensas son más débiles, prueba de ello es que ni siquiera se las toma en cuenta en las leyes y suelen ser la queja de los más débiles y ociosos. El sabio no se fija en éstas o las considera ridículas, ni siquiera emplea contra ellas su habitual virtud de aguantar las adversidades.
Acaba el diálogo con una referencia de la importancia que tiene para la república del género humano el que existan quienes sean capaces de poseer dicha firmeza, aquellos frente a los cuales la fortuna nada pueda hacer y así jamás puedan ser alejados de sus obligaciones o deberes.

## Obra
Obra en español https://es.wikisource.org/wiki/De_la_constancia_del_sabio
Obra en latín (original) https://la.wikisource.org/wiki/De_constantia_sapientis